# Ndanedjam (Meri)
Ndanedjam est une localité du Cameroun située dans l'arrondissement de Meri, le département du Diamaré et la région de l’Extrême-Nord. Elle fait partie du canton de Godola.

## Population
En 1974, on distinguait deux villages : Ndanedjam Foulbe qui comptait 21 habitants, des Peuls, et Ndanedjam Moufou qui en comptait 125, des Moufou.
Lors du recensement de 2005, on a dénombré 164 personnes à Ndanedjam (ensemble).